# Hermann Oesterley (Germanist)
Hermann Oesterley (* 14. Juni 1833 in Göttingen; † 2. Februar 1891 in Breslau) war ein deutscher Germanist, Musikwissenschaftler und Bibliothekar.

## Leben und Wirken
Hermann Oesterley, ein Sohn des Göttinger Juristen und Bürgermeisters Ferdinand Oesterley, studierte an der Universität Göttingen Philosophie und Musik und promovierte dort 1855 mit einer Dissertation aus dem Gebiet der Philosophie. Musikalisch vorgebildet, versuchte er 1857 vergeblich, die Stelle des Akademischen Musikdirektors an der Christian-Albrechts-Universität zu Kiel zu erhalten. Stattdessen habilitierte er sich in Kiel für das Fach Musikwissenschaft und lehrte dort bis zum Sommersemester 1861. In Kiel war er der erste Habilitand in diesem Fach überhaupt. Er verließ Kiel jedoch wieder und arbeitete zunächst bis 1872 als Sekretär bzw. Bibliothekar an der Universitätsbibliothek Göttingen, anschließend als Kustos, seit 1876 als Bibliothekar an der Universitätsbibliothek Breslau. 1883 wurde ihm dort der Professorentitel verliehen.
Hermann Oesterley war der Bruder des preußischen Infanteriegenerals Georg von Oesterley; er war ein Neffe des Malers Carl Wilhelm Friedrich Oesterley (1805–1891).

## Schriften
- Abriss der Geschichte der philosophischen Beweise für das Sein Gottes. Dissertation Universität Göttingen 1855 (Volltext).
- Academische Vorlesungen über Theorie der Musik. Breitkopf und Härtel, Leipzig 1861 (Volltext).
- Der Gottesdienst der englischen und der deutschen Kirche. Vergleiche und Vorschläge. Vandenhoeck & Ruprecht, Göttingen 1863.
- Handbuch der musikalischen Liturgik in der deutschen evangelischen Kirche. Vandenhoeck & Ruprecht, Göttingen 1863 (Volltext).
- Die Dichtkunst und ihre Gattungen. Ihrem Wesen nach dargestellt und durch eine nach den Dichtungsarten geordnete Muster-Sammlung erläutert. Leuckart, Breslau 1870.
- Historisch-geographisches Wörterbuch des deutschen Mittelalters. Perthes, Gotha 1883 (Volltext) (Nachdruck: Zeller, Aalen 1962).
- Wegweiser durch die Literatur der Urkundensammlungen. Zwei Bände. Reimer, Berlin 1885/1886 (Nachdruck: Olms, Hildesheim 1969).

Außerdem gab Oesterley eine Reihe von Werken verschiedener Schriftsteller heraus.